# 真心が届く
『真心が届く』（まごころがとどく、朝: 진심이 닿다、英: Touch Your Heart）は、2019年2月6日から3月28日まで放送された韓国・tvNのロマンティック・コメディ（ラブコメディ）ドラマ。2016年に公開された同名のウェブ小説が原作。全16話。トップ女優から転落した秘書ジンシムと恋愛音痴な弁護士ジョンロクが織りなす恋物語を描く。主演のユ・インナとイ・ドンウクは『トッケビ〜君がくれた愛しい日々〜』で共演して主演カップル以上に視聴者に愛されたカップルといわれ、本作は2人の再共演作品として話題を呼んだ。最高視聴率は、4.736%。

## あらすじ
宇宙の女神と呼ばれ、女優として輝いていたオ・ユンソユ・インナは、スキャンダルに巻き込まれてトップスターの座から転落する。そんな時、人気脚本家の台本を目にして出演を熱望するが、大根役者のユンソは法律事務所で現場実習をするという条件を出される。エース弁護士として活躍するクォン・ジョンロクイ・ドンウクの秘晝として働くことになったユンソ。恋愛ベタなジョンロクは、純粋でひたむきなコンソに徐々に引かれていく。そしてユンソもまた...

## 出演
クォン・ジョンロク
演 - イ・ドンウク、日本語吹替 - 濱野大輝
オールウェイズ法律事務所の弁護士。事務所のエースで勝率トップという非常に優秀な弁護士として活躍している。冷酷な性格で恋愛音痴だが、忌々しく思っていた秘書ユンソの純粋でひたむきな姿に次第に惹かれていく。
オ・ジンシム（芸名：オ・ユンソ）
演 - ユ・インナ、日本語吹替 - 大井麻利衣
元人気女優。女優として復帰するために出演を熱望しているドラマの作家から出された条件として、オールウェイズ弁護士事務所の秘書として3ヶ月間働くことになる。ジョンロクとは初めはよく衝突していたが、一緒に働くうちに惹かれていく。

### オールウェイズ法律事務所
ヨン・ジュンギュ
演 - オ・ジョンセ
オールウェイズ法律事務所の代表。ヨン代表のいとこ。ユンソの大ファン。ヨン代表の頼みで、ユンソの事情をすべて理解した上で秘書としての現場実習を引き受けた。ジョンロクとは長い付き合いで、家族のように可愛がっている。
タン・ムニ
演 - パク・ギョンへ
民事訴訟専門の弁護士。正義感は強いが小心者で、依頼人につい余計なことを言って怒られる。イケメンにすぐ惚れてしまうため、日々惚れては失恋を繰り返している。
チェ・ユンヒョク
演 - シム・ヒョンタク
離婚専門の弁護士。ナルシストでマザコン。イケメンかつ優秀で勝率トップのジョンロクを時にライバル視している。
ヤン・ウンジ
演 - チャン・ソヨン
ベテラン秘書。元夫とは離婚しており、女手一つで中学生の娘を育てている。
イ・ドゥソプ
演 - パク・ジファン
事務長。元刑事。顔は怖いが優しい性格。弁護士に頼まれたことを調べたり、聞き込み調査をしたりしている。ヤン秘書に想いを寄せている。
キム・ヘヨン
演 - キム・ヒジョン
受付嬢。流行に敏感なおしゃれ女子。事務所の社員の恋愛事情になぜか詳しい。

### ヨンエンターテインメント
ヨン・ジュンソク
演 - イ・ジュンヒョク
事務所の代表。ヨン代表のいとこ。14年前、マネージャーとして働いていた時に、屋台の近くでたい焼きを食べていたユンソに一目惚れしスカウトした。現在では事務所に多くの人気俳優を抱えているが、ユンソのことを今でも大切に考えており、ユンソを再び人気女優として再起させたいと願っている。
コン・ヒョクジュン
演 - オ・ウィシク
ユンソのマネージャー。兵役を終え、25歳から10年間ユンソを担当している。ユンソとは非常に強い信頼関係があり、常にそばで支えている。

### ソウル中央地検
キム・セウォン
演 - イ・サンウ、日本語吹替 - 庄司然
検事。ジョンロクの大学の同級生。ヨルムの元恋人で、よりを戻したいと考えている。
ユ・ヨルム
演 - ソン・ソンユン、日本語吹替 - 太田小波
検事。ジョンロクの大学の同級生。セウォンの元恋人。

## 視聴率
| Ep   | 放送日        | 平均オーディエンスシェア （AGBニールセン） | 平均オーディエンスシェア （AGBニールセン） |
| Ep   | 放送日        | 全国                                       | ソウル                                     |
| ---- | ------------- | ------------------------------------------ | ------------------------------------------ |
| 1    | 2019年2月6日  | 4.736％                                    | 5.154％                                    |
| 2    | 2019年2月7日  | 4.583％                                    | 5.629％                                    |
| 3    | 2019年2月13日 | 4.153％                                    | 4.688％                                    |
| 4    | 2019年2月14日 | 3.670％                                    | 4.236％                                    |
| 5    | 2019年2月20日 | 4.052％                                    | 4.909％                                    |
| 6    | 2019年2月21日 | 3.949％                                    | 4.678％                                    |
| 7    | 2019年2月27日 | 4.386％                                    | 4.802％                                    |
| 8    | 2019年2月28日 | 4.234％                                    | 4.477％                                    |
| 9    | 2019年3月6日  | 3.731％                                    | 4.154％                                    |
| 10   | 2019年3月7日  | 3.904％                                    | 4.256％                                    |
| 11   | 2019年3月13日 | 3.833％                                    | 4.050％                                    |
| 12   | 2019年3月14日 | 3.669％                                    | 4.282％                                    |
| 13   | 2019年3月20日 | 3.745％                                    | 4.055％                                    |
| 14   | 2019年3月21日 | 3.727％                                    | 4.227％                                    |
| 15   | 2019年3月27日 | 3.335％                                    | 3.558％                                    |
| 16   | 2019年3月28日 | 3.803％                                    | 4.576％                                    |
| 平均 | 平均          | 3.969％                                    | 4.483％                                    |

## 賞とノミネート
| 年   | 賞                         | カテゴリー | 受賞者           | 結果       | 参考 |
| ---- | -------------------------- | ---------- | ---------------- | ---------- | ---- |
| 2019 | 第12回コリアドラマアワード | 優秀女優賞 | ユ・インナ       | ノミネート |      |
| 2019 | 第27回韓国文化娯楽賞       | 優秀俳優賞 | シム・ヒョンタク | 受賞       |      |

## スタッフ
- 脚本：イ・ミョンスク、チェ・ボリム
- 演出：パク・ジュンファ
- 制作：STUDIO DRAGON CORPORATION, MEGA MONSTER, ZIUM CONTENT

## 日本での放送
日本では、2019年（令和元年）に、Mnetで初めて放送された。以後、ホームドラマチャンネル等で放送された。ホームドラマチャンネルでのドラマ名は、真心が届く〜僕とスターのオフィス・ラブ!?である。
- Mnet：2019年（令和元年）5月20日[2] - 2019年（令和元年）7月9日 [3] （毎週月・火 22時00分 - 23時15分）朝鮮語放送（日本語字幕付き）
  - 同上：2019年（令和元年）7月15日[4] - 2019年（令和元年）8月5日[5] （毎週月〜金 7時45分 - 9時00分）※再放送
  - 同上：2019年（令和元年）10月1日[6] - 2019年（令和元年）10月28日[7] （毎週月〜木 13時00分 - 14時15分）※再々放送
- ホームドラマチャンネル：2019年（令和元年）12月23日[8] - 2020年（令和2年）2月18日[9] （毎週月・火 15時15分 - 16時30分）朝鮮語放送（日本語字幕付き）
- フジテレビTWO：2020年（令和2年）11月2日 - 2020年（令和2年）11月25日（毎週月〜金 26時20分 - 27時30分）朝鮮語放送（日本語字幕付き）
- テレビ東京：2020年（令和2年）11月16日 - 2020年（令和2年）12月15日（毎週月〜金 8時15分 - 9時11分）二ヶ国語放送（日本語字幕付き） ※22話版で放送
- BSテレ東：2021年（令和3年）2月19日 - 2021年（令和3年）3月23日（毎週月～金 15時54分 - 17時00分）二ヶ国語放送（日本語字幕付き）※22話版で放送
  - 同上：2021年（令和3年）11月18日 -（毎週月〜金 8時53分 - 9時54分）二ヶ国語放送（日本語字幕付き）※22話版で放送
- テレビ愛知 朝ドラW1部：2022年（令和4年）3月25日 - 4月18日（毎週月～金 8時15分 - 9時30分　二ヶ国語放送　※全17話
- TOKYO MX MX1：2022年（令和4年）4月1日 - （毎週木・金　13時5分 - 14時00分）二ヶ国語放送（日本語字幕付き）※22話版で放送